# Andreas Schlick
Andreas „Andi“ Schlick (* 6. September 1944; † April 1972 am Manaslu) war ein österreichischer Bergsteiger.

## Karriere
Der Bergführer aus Taxenbach hatte 1963 mit dem Bergsteigen begonnen und vollendete mehrere Erstbegehungen im Kaisergebirge, den Stubaier Alpen, sowie den Loferer und Leoganger Steinbergen. Zudem gelangen ihm die Nordwände von Ortler, Westlicher Zinne, Triolet, Piz-Roseg (1. Winterbegehung) und Liskamm (1. Winterbegehung). Zu seinen weiteren Erfolgen zählen die Torstein-Südverschneidung, der Fleischbankpfeiler, die Laliderer-Nordverschneidung, der Tofanapfeiler und die Fahnenköpfl-Westwand (1. Winterbegehung). Zudem war er Teilnehmer der Pinzgauer Hindukusch-Expedition 1967 zur Buni-Zom-Gruppe. 
1972 war er Teilnehmer der Tiroler Manaslu-Expedition unter Wolfgang Nairz, wobei Reinhold Messner die Erstbegehung der Manaslu-Südwand gelang. Bei dieser Unternehmung verschwand unter nicht geklärten Umständen der Bergführer Franz Jäger. Auf der Suche nach ihm verschwand auch Andreas Schlick unter seltsamen Umständen. Er soll während der Dunkelheit und inmitten eines heftigen Unwetters die schützende Schneehöhle auf etwa 7400 m verlassen haben, um nach Franz Jäger oder dem Zelt von Hochlager 4 zu suchen. Er wurde nie mehr gesehen. 1975 fanden spanische Bergsteiger zwei Leichen auf dem Gipfelplateau, die jedoch nicht identifiziert werden konnten.

## Trivia
Bei der Verfilmung der Frêney-Tragödie unter dem Titel Der Blitz – Inferno am Montblanc übernahm Schlick die Rolle von Walter Bonatti. Die Fertigstellung des Filmes erlebte er jedoch nicht mehr.